# 須恵中継局
須恵中継局（すえちゅうけいきょく）は、福岡県糟屋郡須恵町にあるテレビ放送の中継局である。

## 概要
- 中継局名：須恵中継局
- 所在地：福岡県糟屋郡須恵町須恵字城山3番地1号（岳城山）
  - 受信用のグリッドパラボラアンテナとオフセットパラボラアンテナが設置されており、それぞれ福岡タワー･九千部山方面に向いている。

## 送信設備概要

### 地上デジタルテレビ放送
| リモコン 番号 | 放送局名         | チャンネル 番号 | 空中線 電力 | ERP  | 放送対象地域 | 放送区域 内世帯数 | 運用開始日    |
| ------------- | ---------------- | --------------- | ----------- | ---- | ------------ | ----------------- | ------------- |
| 1             | KBC 九州朝日放送 | 31→23           | 1W          | 3.6W | 福岡県       | 85,344世帯        | 2008年 7月1日 |
| 2             | NHK 福岡教育     | 22              | 1W          | 4.3W | 全国         | 85,344世帯        | 2008年 7月1日 |
| 3             | NHK 福岡総合     | 28              | 1W          | 4.2W | 福岡県西部   | 85,344世帯        | 2008年 7月1日 |
| 4             | RKB RKB毎日放送  | 30              | 1W          | 3.6W | 福岡県       | 85,344世帯        | 2008年 7月1日 |
| 5             | FBS 福岡放送     | 32→43           | 1W          | 3.6W | 福岡県       | 85,344世帯        | 2008年 7月1日 |
| 7             | TVQ TVQ九州放送  | 26              | 1W          | 3.6W | 福岡県       | 85,344世帯        | 2008年 7月1日 |
| 8             | TNC テレビ西日本 | 34              | 1W          | 3.6W | 福岡県       | 85,344世帯        | 2008年 7月1日 |

- 地上デジタルテレビジョン放送は、2008年（平成20年）7月1日に全局本放送開始。
- 試験放送は、2008年（平成20年）6月2日から6月30日まで実施。
- 2014年（平成26年）6月30日 - 9月30日にかけて、KBCとFBSにおいて物理チャンネルの変更が行われた[3]。
- 主な受信地域：福岡県　糟屋郡志免町及び粕屋町の全域及び福岡市東区・博多区・太宰府市・糟屋郡宇美町・篠栗町・須恵町及び久山町の各一部

### 地上アナログテレビ放送
| チャンネル 番号 | 放送局名         | 空中線 電力      | ERP               | 放送対象地域 | 放送区域 内世帯数 | 運用開始日      |
| --------------- | ---------------- | ---------------- | ----------------- | ------------ | ----------------- | --------------- |
| 39              | FBS 福岡放送     | 映像10W 音声2.5W | 映像42W 音声10.5W | 福岡県       | 31,751世帯        | 1980年 11月27日 |
| 41              | NHK 福岡教育     | 映像10W 音声2.5W | 映像41W 音声10W   | 全国         | 31,751世帯        | 1973年 9月26日  |
| 43              | NHK 福岡総合     | 映像10W 音声2.5W | 映像41W 音声10W   | 福岡県西部   | 31,751世帯        | 1973年 9月26日  |
| 50（29）        | RKB RKB毎日放送  | 映像10W 音声2.5W | 映像42W 音声10.5W | 福岡県       | 31,751世帯        | 1980年 11月27日 |
| 56（31）        | KBC 九州朝日放送 | 映像10W 音声2.5W | 映像42W 音声10.5W | 福岡県       | 28,467世帯        | 1980年 11月26日 |
| 59（25）        | TVQ TVQ九州放送  | 映像10W 音声2.5W | 映像42W 音声10.5W | 福岡県       | 31,751世帯        | 1992年 4月16日  |
| 62（33）        | TNC テレビ西日本 | 映像10W 音声2.5W | 映像42W 音声10.5W | 福岡県       | 31,751世帯        | 1980年 11月27日 |

- （数字）は、2005年12月に実施された「アナアナ変換」前のチャンネル。
- 地上アナログテレビジョン放送は、2011年（平成23年）7月24日で放送終了。